# Koe o Kikasete
"Koe o Kikasete" (tiếng Nhật: 声をきかせて; Let Me Hear Your Voice) là đĩa đơn tiếng Nhật thứ ba của ban nhạc nam Hàn Quốc Big Bang do YG Entertainment phát hành vào ngày 4 tháng 11 năm 2009. Bài hát cũng đóng vai trò bài hát cho nhạc bộ phim truyền hình của hãng TBS Ohitorisama (おひとりさま).
Koe o Kikasete được chứng nhận vàng bởi RIAJ vào tháng 4 năm 2011 sau hơn một năm ruỡi phát hành.

## Danh sách track
| Phiên bản CD+DVD | Phiên bản CD+DVD                                        | Phiên bản CD+DVD |
| STT              | Nhan đề                                                 | Thời lượng       |
| ---------------- | ------------------------------------------------------- | ---------------- |
| 1.               | "Koe o Kikasete" (声をきかせて; Let Me Hear Your Voice) | 4:16             |
| 2.               | "Ora Yeah!" (オラ Yeah!)                                | 3:05             |
| 3.               | "Koe o Kikasete" (Bản acoustic)                         | 4:18             |
| Tổng thời lượng: | Tổng thời lượng:                                        | 11:39            |

| DVD | DVD                                    | DVD        |
| STT | Nhan đề                                | Thời lượng |
| --- | -------------------------------------- | ---------- |
| 1.  | "Koe o Kikasete" (Video âm nhạc)       |            |
| 2.  | "Koe o Kikasete" (Quá trình làm video) |            |

| Phiên bản CD     | Phiên bản CD                                            | Phiên bản CD |
| STT              | Nhan đề                                                 | Thời lượng   |
| ---------------- | ------------------------------------------------------- | ------------ |
| 1.               | "Koe o Kikasete" (声をきかせて; Let Me Hear Your Voice) | 4:13         |
| 2.               | "Ora Yeah!" (オラ Yeah!)                                | 3:01         |
| 3.               | "Koe o Kikasete" (Club Mix)                             | 5:19         |
| Tổng thời lượng: | Tổng thời lượng:                                        | 12:33        |